# Национальный совет Монако
Национальный совет (фр. Conseil National) — однопалатный парламент Монако. Состоит из 24 депутатов, избирающихся на 5 лет всеобщим голосованием. Избирателями являются граждане Монако обоих полов, которым исполнилось не менее 18 лет. По мажоритарной системе избираются 16 членов Национального совета, по пропорциональной системе — 8.

## Последние выборы
Результаты выборов 5 февраля 2023 года:
| Партия                        | Мест |
| ----------------------------- | ---- |
| Монегасский национальный союз | 24   |